# Cherry Laine
Sofia Eyango, művészneve: Cherry Laine, jamaicai diszkóénekesnő.  Életrajzi adatai nem ismeretesek, így születésének pontos helye és ideje sem.  Édesapja pap volt, édesanyja betegápoló. Hatévesen állítólag édesapja templomi kórusában énekelt, édesanyja kísérte orgonán.  A család Angliába költözött.  A mama szerette volna, ha lánya ápolónő és bába lenne, de Cherry tervei egészen mások voltak. Szorgalmasan járta a londoni stúdiókat és színpadokat, készült  az énekesi pályára. Szülei halála után az NSZK-ba költözött. Ott Bernt Moehrle zeneszerző és producer pártfogásával indult a karrierje. Első kislemeze Everybody Knows It címmel jelent meg, ám a nagy áttörést az 1977-es Night In Chicago jelentette, amely egész Európában népszerű sláger lett. A folytatás 1978-ban érkezett Catch the Cat címmel.  Ez a dal Spanyolországban annyira sikeres volt, hogy állítólag 8 különböző feldolgozást készítettek hozzá spanyol szöveggel, és mellesleg kétszeres aranylemez lett. Természetesen az album sem váratott magára sokat, 1979-ben adták ki I’m Hot címmel. A lemez közreműködői között megtalálható Michael Cretu és a Supermaxból ismert Kurt Hauenstein. Kissé meglepő módon az első két kislemezsiker, az Everybody Knows It és a Night In Chicago nem kerültek a korongra, melyről a már említett Catch the Cat mellett a The Sea-Fare Folk és a Speed Freak Sam lettek népszerűek. A The Sea-Fare Folk tulajdonképpen az ismert angol népdal, A részeg tengerész feldolgozása, melyet az 1980-as évek elején a holland Babe és a német Dschinghis Khan is műsorára tűzött. Cherry 1979-es kislemeze, a Danny’s Disco szintén sokszor szerepelt akkoriban a rádióállomások és a lemezklubok műsorán. A diszkózene hanyatlását azonban az énekesnő karrierje is megsínylette. Későbbi  kislemezei már nem voltak igazán kelendőek, ezért már újabb nagylemeze sem készült. 1986-ban a Jungle Lover Boy című maxival megkísérelt visszatérni a popzene élvonalába. A dalt a diszkókban kedvelték is, ám ahhoz nem volt eléggé népszerű, hogy újra az élvonalba juttassa az előadóját. Cherry eltűnt a pop világából. Egyes internetes oldalak szerint még sikeres énekesnőként közreműködött Möhrle másik pártfogoltja, a Chilly együttes albumain, majd a ’80-as években a Pappy’ion nevű, kevésbé ismert formációhoz csatlakozott. 1993-ban maxi CD-n adták ki három legnépszerűbb felvételét abban a Golden-Dance-Classics sorozatban, amely a diszkózene fénykorának ma már ritkaságszámba menő slágereit teszi hozzáférhetővé kompaktlemezen a nosztalgiázni vágyó egykori rajongók számára. 

## Ismertebb lemezei

### Kislemezek, maxik
- 1977 Everybody Knows It
- 1977 Night In Chicago / You Love Me In A Special Way
- 1978 Una Noche en Chicago (a Night In Chicago spanyol nyelvű változata)
- 1978 Catch the Cat / Come On And Sing
- 1978 Coge Al Gato (a Catch the Cat spanyol nyelvű változata)  / Ven Y Canta (a Come On And Sing spanyol nyelvű változata)
- 1979 The Sea-Fare Folk / You Are the Song
- 1979 Danny’s Disco / I’m Hot
- 1980 No More Monday / Al Capone
- 1980 I’m Losing You / Easy Ride
- 1981 Waiting / Ooh I Like It
- 1986 Jungle Lover Boy
- 1993 Night In Chicago / The Sea-Fare Folk / Catch the Cat (a Golden-Dance-Classics sorozatban)
- 2005 Catch the Cat – Cherry Laine Mix 2005

### Album
- 1979 I’m Hot

## Osztrák slágerlistás helyezések
- Catch the Cat: 1978. november 15-től 10. hétig. Legmagasabb pozíció: 9. hely
- The Sea-Fare Folk: 1979. július 15-től 8 hétig. Legmagasabb pozíció: 13. hely